# Fuente de la Herrería
La fuente de la Herrería (fonte da Ferrería en gallego) es una fuente situada en los jardines de Casto Sampedro al lado de la plaza de la Herrería en la ciudad española de Pontevedra. Se trata de una fuente de granito de estilo renacentista.

## Historia
La fuente de la Herrería data del siglo XVI, en el que Pontevedra era la ciudad más poblada de Galicia. La construcción de la fuente fue financiada por el rey Carlos V en 1537. El objetivo de la obra era instalar una fuente en la ciudad al lado del Camino de Santiago Portugués para dar de beber a los peregrinos jacobeos y para paliar la escasez de agua, especialmente acusada en los veranos. La fuente, realizada por el portugués de Oporto João Lopes, autor de fuentes similares en Caminha (1551) y en Viana do Castelo (1554) (Portugal), con la aportación del santiagués Domingo Fernández debía ser "de la marca, tamaño, altor y con las perfecciones y hechura que tiene el chafariz principal que está en la plaza de la villa de Caminha", según un acuerdo del Concejo pontevedrés.
La fuente de la Herrería fue finalizada en 1554 y se instaló en la parte suroeste de la plaza de la Herrería, actualmente empedrada, cerca de la puerta de Trabancas de la muralla de Pontevedra, por la que entraban en el recinto amurallado los peregrinos que se dirigían a Santiago de Compostela.
Para la conservación de la fuente, el Concejo estableció convenios con especialistas, siendo el primer fontanero conocido Francisco Gonçalves, al que en 1597 se le asignó el salario de 6.000 maravedíes anuales para su mantenimiento. Asimismo se promulgaron distintas actas y bandos prohibiendo que se lavasen en la fuente ropas y tripas de animales, así como que bebieran las caballerizas. Para ello se rodeó el pilón de la fuente de un círculo de protección de cuatro entradas y se construyó una especie de abrevadero.
En el siglo XVIII se realizó una restauración de la fuente por iniciativa del síndico Félix Raimundo de Soto. El coste de la reparación con la conducción del agua llegó a casi diez mil reales. Se le añadió un remate en forma de piña y una estatua de la diosa romana Fama que no fueron reutilizados en su posterior restauración. En 1857, alegando motivos de salubridad debido a las conducciones de piedra, el ayuntamiento de Pontevedra decidió trasladar la fuente de la plaza de la Herrería y reubicarla delante del cuartel de San Fernando. Sin embargo, aunque la fuente fue desmontada, el traslado no se realizó finalmente, quedando bajo la custodia de la Sociedad Arqueológica de Pontevedra. Sus piezas fueron depositadas en el convento de Santo Domingo.
En 1928 gracias al interés de Castelao, que vivía en Pontevedra y de Casto Sampedro Folgar, abogado y fundador de la Sociedad Arqueológica de Pontevedra, la fuente fue recuperada e instalada en los jardines de Casto Sampedro, delante del convento de San Francisco. La fuente fue restaurada íntegramente en 2010.

## Descripción
La fuente de la Herrería tal y como se aprecia en su simbología tallada en piedra responde a su función de fuente dedicada especialmente a los peregrinos del Camino de Santiago Portugués.

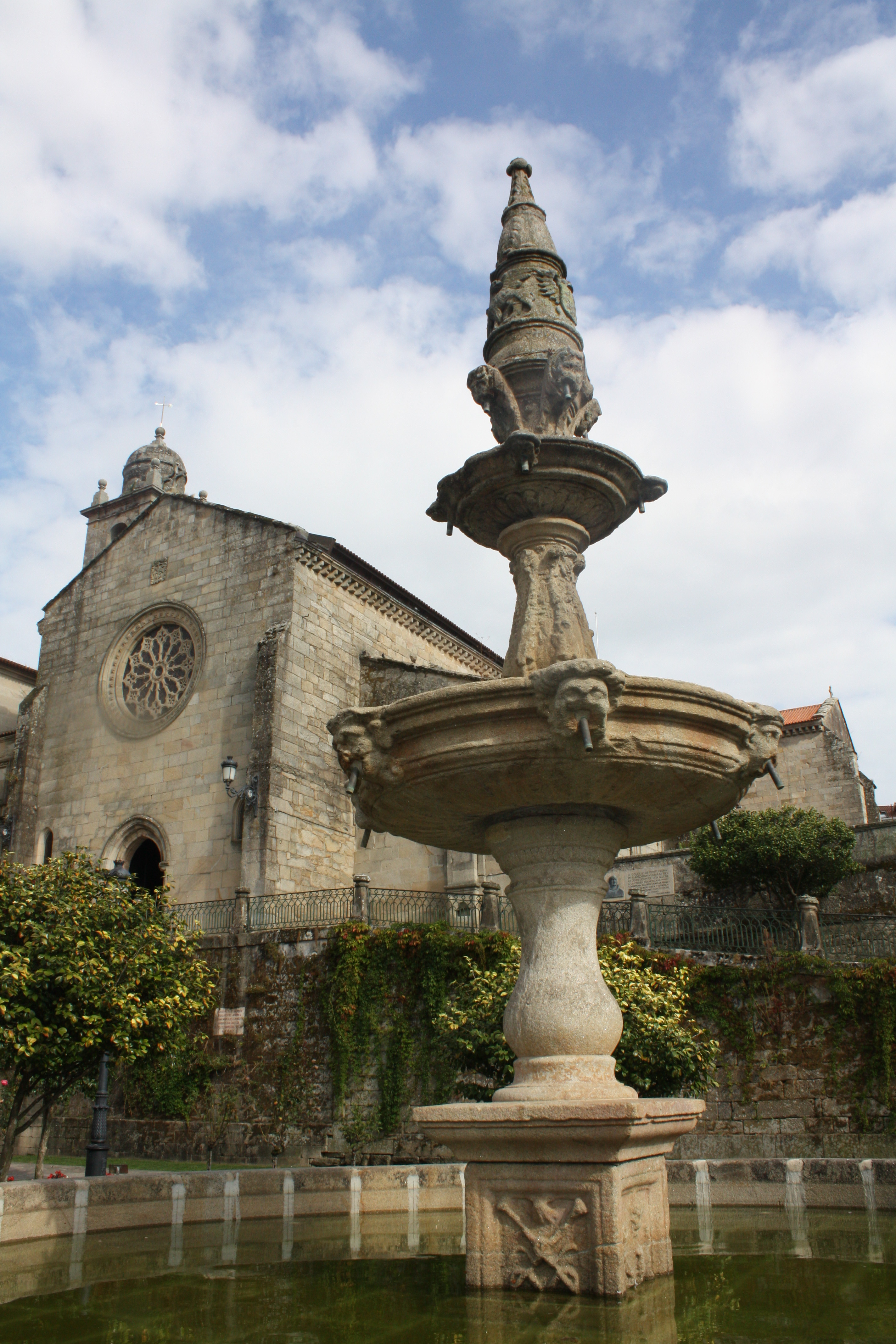
La fuente en 2011

La fuente está inspirada en los chafarices portugueses y tiene 14 caños distribuidos en tres niveles distintos. Se asienta en el centro de un gran pilón de granito de forma circular. Del eje central parte un pilar compuesto por un total de tres cuerpos y rematado en la parte superior por un coronamiento. Sobre una base con forma cuadrangular se yergue el primero de los cuerpos. El segundo cuerpo sostiene el cuenco destinado a recoger el agua vertida desde la taza ubicada encima, sirviendo para desaguar el pilón por medio de tubos que salen de la boca de cuatro caras de figuras mitológicas esculpidas. En el tercer cuerpo que corona la fuente, se sitúan dos escudos, uno con las armas del emperador Carlos V, con el águila bicéfala de los Austria, y en el reverso las armas de la ciudad sostenidas por grifones, que es la representación más antigua del escudo de armas existente en la ciudad. Asimismo presenta las esculturas de otras cuatro caras de figuras mitológicas con tubos que salen de sus bocas y desaguan en la taza superior. 
La fontanería interior de la fuente está realizada a base de tubos de cobre. Los versos de la canción popular dedicada a la hospitalidad pontevedresa están inscritos en una losa en piedra adherida al pilón en su parte oeste en 1941. La fuente cuenta con una iluminación ornamental. 
La fuente de la Herrería, que causó un gran impacto en el cordobés Ambrosio de Morales, maestro y cronista de Felipe II, fue definida por el mismo del siguiente modo: "En la plaza de San Francisco está una fuente que en grandeza, altura, lindeza de fábrica y dorados, puede competir con las fuentes de Córdoba".

## La fuente en la cultura popular
Por su utilidad y función  para suministrar agua a los peregrinos y a los pontevedreses, estos le brindaron una famosa canción popular en gallego, destacando la hospitalidad de la ciudad de Pontevedra:
| PONTEVEDRA É BOA VILA DÁ DE BEBER A QUEN PASA. A FONTE NA FERRERÍA, SAN BARTOLOMÉ NA PRAZA. | Pontevedra es una buena ciudad Da de beber a quien pasa, La fuente en la Herrería San Bartolomé en la plaza |